# Jerzy Konstanty Czartoryski
Jerzy Konstanty Czartoryski (24. dubna 1828 Drážďany – 23. prosince 1912 Vídeň) byl rakouský šlechtic a politik polské národnosti z Haliče, v 2. polovině 19. století poslanec Říšské rady.

## Biografie
Vystudoval ve Vídni. Jeho bratrem byl politik Konstanty Czartoryski 1822–1891. V mládí společně vydávali po dobu dvanácti let časopis Recenze a zprávy o divadle a umění. Pak se přestěhoval do Haliče. Udržoval styky s českým prostředím. Byl stoupencem slovanské spolupráce a smíru mezi Poláky a Rusy.
Od roku 1867 zasedal jako poslanec Haličského zemského sněmu za kurii velkostatkářskou, obvod Stryj. Podporoval haličskou autonomii. Mandát na sněmu obhájil v roce 1870.
Byl i poslancem Říšské rady (celostátního parlamentu), kam usedl v prvních přímých volbách roku 1873 za kurii velkostatkářskou v Haliči. Prosazoval tehdy ukončení pasivní rezistence a aktivní účast polských poslanců ve vídeňském parlamentu. V roce 1873 se uvádí jako statkář, bytem Vídeň. Na mandát rezignoval v roce 1876. Do parlamentu se vrátil ve volbách roku 1879. Zvolen byl i ve volbách roku 1885, nyní za kurii venkovských obcí, obvod Jarosław, Cieszanów atd. Mandát zde obhájil taky ve volbách roku 1891. Slib složil 13. dubna 1891, ale téhož dne byl povolán do Panské sněmovny (nevolená, horní komora Říšské rady). V Říšské radě patřil mezi zastánce federalismu, byl členem poslanecké frakce Polský klub a oporou vládní koalice Eduarda Taaffeho. V roce 1891 ho ovšem předseda vlády Taaffe nechal povolat do Panské sněmovny, aniž by se Czartoryského předem dotázal. Národní listy to přičítají Taaffeho posunu směrem k německé liberální levici, s níž chtěl utvořit novou koalici. Odeslání Czartoryského do horní komory parlamentu tak mělo být způsobem, jak se zbavit možného oponenta z řad federalistické slovanské pravice.
V roce 1861 se oženil se sestrou českého malíře Jaroslava Čermáka Marií. Měli dvě děti, dceru Wandu (1862–1920) a syna Witolda (1864–1945), který byl také politikem.
Zemřel v předvečer Štědrého dne roku 1912. O pět dní později byl pohřben do krypty rodiny Czartoryských v kostele Nanebevzetí Panny Marie v Sieniawě. 